# Xanthomonas translucens
Xanthomonas translucens ist ein phytopathogenes Bakterium, das Getreide befällt und für die Schwarzspelzigkeit (auch bakterielle Streifenkrankheit genannt) verantwortlich zeichnet.

## Beschreibung
Das Bakterium ist Gram-negativ und hat die Gestalt von aeroben, polar monotrich begeißelten, einzeln oder paarweise auftretenden Stäbchen mit Abmessungen von 0,5–0,8 nm × 1,0–2,5 nm. 
Es ist weltweit verbreitet. Als Wirte sind hauptsächlich Gerste, Roggen, Weizen sowie Triticale bekannt. Infizierte Blätter zeigen Streifen, die in der Mitte nekrotisch, zu den Rändern hin rostfarben sind. Bakterieller Schleim wird abgesondert, der zu einem dünnen, kalkartigen Überzug trocknet. Die Symptome treten 10 bis 14 Tage nach der Infektion auf.

## Systematik
Die Vertreter der Gattung Xanthomonas werden der Familie Lysobacteraceae (früher als Xanthomonadaceae bezeichnet) zugerechnet. Die Spezies Xanthomonas translucens wurde ursprünglich 1917 von Jones et al. erstbeschrieben. Später wurde diese als Stamm Xanthomonas campestris pv. translucens eingeordnet. Im Rahmen einer umfassenden DNA-Analyse von Xanthomonas campestris wurden schließlich verschiedene deren Pathovare in einer neuen Art zusammengeführt und dazu die Art Xanthomonas translucens wiederbelebt (Vauterin et al., 1995), die heute als genomische Spezies aufgefasst wird.
Die meisten Stämme von Xanthomonas translucens wurden aus wissenschaftlichen Proben und nicht auf Feldern des kommerziellen Landbaus isoliert. Es wird vermutet, dass ein Grund hierfür sein könnte, dass Wissenschaftler, welche mit bakteriellen Problemen vertraut sind, in Experimenten genauere Beobachtungen machen.

## Genomsequenzierung
Die Genome zahlreicher Stämme und Pathovare von Xanthomonas translucens wurden sequenziert, was wichtige Einblicke in die genetische Vielfalt, die Evolution und die Virulenzmechanismen des Pathogens liefert. Die erste vollständige Genomsequenz eines Pathotyp-Stammes, X. t. pv. translucens DSM 18974T, wurde 2016 veröffentlicht. Darauf folgte 2022 ein umfassendes Projekt, bei dem die vollständigen Genome der zehn anderen Pathotyp-Stämme von X. translucens veröffentlicht wurden, was die genomischen Ressourcen für diese Art erheblich erweiterte.
Im Jahr 2022 wurde das erste vollständige Genom eines südamerikanischen Stammes, X. translucens pv. undulosa MAI5034, veröffentlicht. Dieser Stamm wurde aus Weizen in Uruguay isoliert. Die Erstellung der DNA-Bibliothek und die Sequenzierung für dieses Projekt wurden in Belgien durchgeführt. Die Sequenz ist in der GenBank-Datenbank verfügbar.